# Landkreis Verden
Der Landkreis Verden ist ein Landkreis in der Mitte von Niedersachsen im südöstlichen Bremer Umland. Er gehört zur Metropolregion Nordwest. Kreisstadt ist Verden (Aller), größte Stadt ist Achim.

## Geographie

### Nachbarkreise
Der Landkreis grenzt im Uhrzeigersinn im Norden beginnend an die Landkreise Osterholz, Rotenburg (Wümme), Heidekreis, Nienburg/Weser und Diepholz (alle in Niedersachsen) sowie an die Stadtgemeinde Bremen (Land Freie Hansestadt Bremen).

### Großstädtische Einzugsbereiche
Der Landkreis Verden wird durch seine Nähe zu Bremen geprägt. Er hat sich der Metropolregion Nordwest angeschlossen und gehört zum Verkehrsverbund Bremen/Niedersachsen.
Hannover ist als Landeshauptstadt wichtig; einige Pendlerströme sind zu verzeichnen. Oyten und Ottersberg orientieren sich auch auf Hamburg.

### Historische und institutionelle Einzugsbereiche
Historisch gehörte der größte Teil des Landkreises zum früheren Territorium Bremen-Verden. Viele Einzugsbereiche der Institutionen wie Handelskammer, Handwerkskammer, evangelischer Kirchensprengel, Landschaftsverband und andere orientieren sich bis heute an den Grenzen dieses historischen Gebietes.

### Naturräumliche Gegebenheiten
Der Landkreis liegt im geographischen Zentrum von Niedersachsen und repräsentiert eine der landestypischsten Regionen. Geografisch-naturräumlich gehört das Kreisgebiet größtenteils zur Mittelweserregion (Weser-Aller-Flachland) und zur Stader Geest, die hier die Achim-Verdener Geest bildet. Es ist damit leicht gewelltes Flachland mit breiten Flussniederungen, in denen bereits stellenweise die Landschaft der küstenähnlichen Marschlandschaft gleicht. Das Kreisgebiet wird landschaftlich hauptsächlich von den Flüssen Aller und Weser geprägt. Randbereiche des Landkreises haben Anteil an anderen landschaftlichen Räumen. So liegt die nördlichste Gemeinde Ottersberg in der Wümmeniederung, die ebenfalls zur Stader Geest gehört. Das südöstlich im Kreisgebiet gelegene Kirchlinteln gehört landschaftlich zum Urstromtal der Aller und zur Lintelner Geest.
Die höchste Erhebung des Landkreises ist der Steinberg beim Verdener Stadtteil Walle mit 74 m ü. NN. Markant für den Steinberg sind der darauf befindliche Fernmeldeturm Verden-Walle und die Bundesstraße 215, die den Steinberg überquert. Die niedrigste Stelle des Landkreises Verden liegt auf Meeresspiegelhöhe (0 m ü. NN) und befindet sich in der Wümmeniederung an der Grenze zu Bremen.

### Naturschutzgebiete
Im Landkreis gibt es zwölf Naturschutzgebiete. Das größte (Fischerhuder Wümmeniederung) hat eine Fläche von 772 ha, das kleinste (Auequelle) eine Fläche von 5 ha.
Siehe auch:
- Liste der Naturschutzgebiete im Landkreis Verden
- Liste der Landschaftsschutzgebiete im Landkreis Verden
- Liste der Naturdenkmale im Landkreis Verden
- Liste der geschützten Landschaftsbestandteile im Landkreis Verden

## Geschichte

### Mittelalter und frühe Neuzeit
Im Mittelalter gehörte das heutige Kreisgebiet zu verschiedenen geistlichen und weltlichen Herrschaftsbereichen, u. a. zum Bistum Verden. In der frühen Neuzeit gehörte das Kreisgebiet zu den Herzogtümern Verden und Bremen. Nach dem Dreißigjährigen Krieg war der Landstrich Teil des schwedischen Territoriums Bremen-Verden mit Verwaltungssitz in Stade.

### Zugehörigkeit zu Hannover
1714 verlor Schweden das Gebiet an Dänemark, welches es 1715 an das Kurfürstentum Braunschweig-Lüneburg (seit 1814 Königreich Hannover) verkaufte. Nach verschiedenen Verwaltungsreformen im Königreich Hannover bestanden seit 1859 auf dem heutigen Kreisgebiet die beiden Ämter Verden und Achim sowie die selbständige Stadt Verden und die Ämter Ottersberg (1859 zum Amt Achim) und Westen-Thedinghausen (1681–1852) bzw. Amt Westen (1852–1859). Nach dem Deutschen Krieg 1866 wurde das Königreich Hannover von Preußen annektiert und 1867 die Provinz Hannover.

### Deutsches Reich
Im Rahmen der Einführung der neuen Kreisordnung für die Provinz Hannover wurde am 1. April 1885 aus der Stadt und dem Amt Verden der Kreis Verden gebildet. Gleichzeitig wurde aus dem Amt Achim der Kreis Achim.
Bei der Kreisreform im Freistaat Preußen von 1932 wurde aus dem Kreis Verden, dem Kreis Achim sowie der Gemeinde Oiste des Kreises Hoya der neue Landkreis Verden gebildet. Mit den beiden Gemeinden Hemelingen und Mahndorf musste der Landkreis Verden am 1. November 1939 einen Teil des Altkreises Achim an die Stadt Bremen abgeben und verlor dadurch wieder einen Teil der 1932 hinzugewonnenen Einwohner.
In der Spätphase der Weimarer Republik erzielte die NSDAP im Kreisgebiet überdurchschnittliche Wahlerfolge. Die dortigen Ortsgruppen bildeten sich bereits sehr früh, entsprechend hoch war die Dichte sogenannter „Alter Kämpfer“ um Heinrich Peper und andere.
In der Zeit des Nationalsozialismus bestanden auf dem Gebiet des Landkreises verschiedene Rüstungsbetriebe wie die Sprengstofffabrik Eibia G.m.b.H. für chemische Produkte in Barme, die Zwangsarbeiter nutzten, von denen zahlreiche starben oder als Displaced Persons nicht mehr in ihre Heimat zurückkehren konnten. Die jüdischen Einwohner wurden von den Nationalsozialisten verfolgt, enteignet, deportiert und ermordet. Die Synagogen in Achim und Verden wurden zerstört. Auch Sinti und Roma wurden diskriminiert. Gegen Ende des Zweiten Weltkrieges waren 1945 insbesondere die Eisenbahnstrecken heftig zwischen deutschen und britischen Truppen umkämpft. Im Februar 1945 wurde ein Flüchtlingszug nahe Scharnhorst bombardiert. Die Eisenbahnstrecken wurden u. a. auch für die Deportation niederländischer Juden nach Auschwitz genutzt. Nach Ende des Zweiten Weltkrieges wurden aus der preußischen Provinz Hannover das Land Hannover und schließlich das Land Niedersachsen gebildet, zu dem fortan auch der Landkreis Verden gehörte.

### Nach dem Zweiten Weltkrieg
Am 5. und 6. Oktober 2022 wurden in Verden Stolpersteine als Erinnerung an die Opfer des nationalsozialistischen Terrors verlegt. Bereits 2016 publizierten Hermann Deuter und Joachim Woock detaillierte Recherchen zur NS-Zeit im Landkreis Verden.
Der Landkreis Verden unterhält seit 1955 eine Patenschaft zur Kreisgemeinschaft Preußisch Eylau in Ostpreußen. Hieraus hat sich eine Partnerschaft zum Rajon Bagrationowsk in Russland und zur Kommune Górowo Iławeckie in Polen entwickelt.
1956 wurde dem Landkreis bei der Einführung neuer Kfz-Kennzeichen das Unterscheidungszeichen VER zugewiesen.
Die Gebietsreform in Niedersachsen begann in den 1960er Jahren mit einer Reihe von Gemeindefusionen. Eine umfassende Neugliederung sowie eine Vergrößerung des Landkreises brachte das Gesetz zur Neugliederung der Gemeinden im Raum Verden am 1. Juli 1972:
- Die bis dahin zum Landkreis Braunschweig gehörende Exklave Thedinghausen wurde in den Landkreis Verden eingegliedert.
- Die Gemeinde Riede wechselte aus dem Landkreis Grafschaft Hoya in den Landkreis Verden.
- Die Gemeinde Hülsen aus dem Landkreis Fallingbostel wurde in die Gemeinde Dörverden des Landkreises Verden eingegliedert.
- Durch zahlreiche Gemeindefusionen umfasste der Landkreis Verden danach noch zwölf Gemeinden.

Seit der Eingliederung der Gemeinde Morsum in die Gemeinde Thedinghausen am 1. November 2006 besteht der Landkreis aus elf Gemeinden, von denen Achim und Verden (Aller) das Stadtrecht besitzen.

### Einwohnerstatistik

Einwohnerentwicklung des Landkreises Verden von 1890 bis 2010

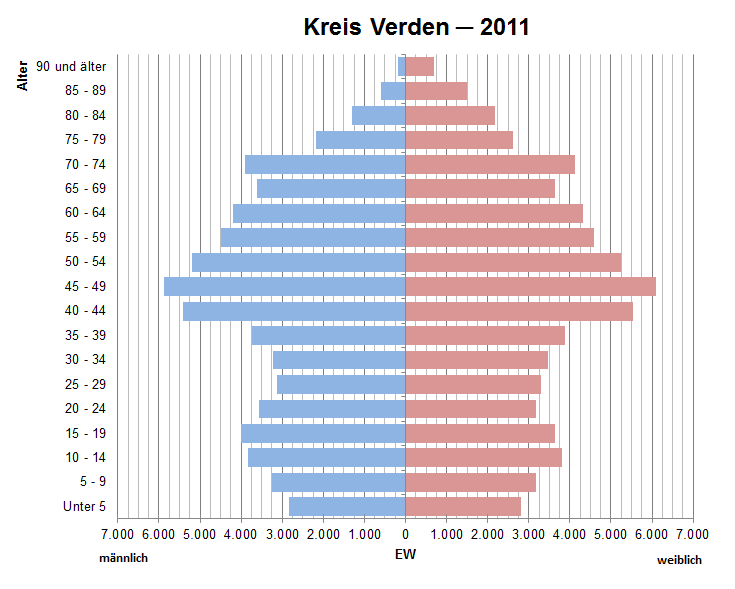
Bevölkerungspyramide für den Kreis Verden (Datenquelle: Zensus 2011.)

| Jahr | Einwohner | Quelle |
| ---- | --------- | ------ |
| 1890 | 25.125    | [ 16 ] |
| 1900 | 26.392    | [ 16 ] |
| 1910 | 27.638    | [ 16 ] |
| 1925 | 28.177    | [ 16 ] |
|      |           |        |
| 1939 | 68.107    | [ 16 ] |
| 1950 | 87.704    | [ 16 ] |
| 1960 | 87.704    | [ 16 ] |
| 1970 | 89.500    | [ 17 ] |
| 1980 | 110.300   | [ 18 ] |
| 1990 | 117.716   | [ 19 ] |
| 2000 | 132.820   | [ 19 ] |
| 2010 | 133.368   | [ 19 ] |
| 2020 | 137.574   | [ 19 ] |

### Konfessionsstatistik
Gemäß dem Zensus 2011 waren 55,0 % (72.758) der Einwohner evangelisch, 6,6 % (8.757) römisch-katholisch und 38,4 % (50.785) konfessionslos, gehörten einer anderen Religionsgemeinschaft an oder machten keine Angabe. Der Anteil der Protestanten und Katholiken an der Gesamtbevölkerung ist seitdem um 1 % jährlich gesunken. Gemäß dem Zensus 2022 waren (2022) 42,9 % der Einwohner evangelisch, 6,0 % katholisch und 51,1 % konfessionslos, gehörten einer anderen Glaubensgemeinschaft an oder machten keine Angabe.

### Christentum
Traditionell war das Gebiet des Landkreises Verden evangelisch-lutherisch geprägt. Die Gemeinden gehören zur Landeskirche Hannover. Die Größe des Kirchenkreises Verden entspricht der des Landkreises.
Insbesondere nach dem Krieg haben sich durch den Zuzug katholische Gemeinden gebildet, die zum Bistum Hildesheim gehören. Katholische Gemeinden bestehen in Verden (Propsteikirche St. Josef) und Achim/Oyten (St. Matthias).
Durch die hohe Zahl der Kirchenaustritte sind beide großen christlichen Kirchen Umstrukturierungsprozessen unterworfen.
Ferner leben im Kreisgebiet Muslime, Angehörige von Freikirchen, Jesiden und Zeugen Jehovas.

## Politik
Politisch wurde der Landkreis bis 2005 aus der Doppelspitze aus Oberkreisdirektor als Leiter der Landkreisbehörde und dem ehrenamtlichen Landrat mit repräsentativen Aufgaben geführt.
Letzter Oberkreisdirektor war Werner Jahn, Nachfolger von Rainer Mawick, letzter ehrenamtlicher Landrat war Hans-Jürgen Wächter.
Nach Einführung der eingleisigen Verwaltungsspitze in den Kommunen mit der Reform des Kommunalverfassungsrechts im Jahr 1996 hat der Landkreis Verden als letzte Kommune in Niedersachsen erstmals 2005 einen direkt gewählten, hauptamtlichen Landrat ernannt.

### Kreistag
Der Kreistag Verden besteht aus 50 Ratsfrauen und Ratsherren. Dies ist die festgelegte Anzahl für einen Landkreis mit einer Einwohnerzahl zwischen 125.001 und 150.000 Einwohnern. Die Ratsmitglieder werden durch eine Kommunalwahl für jeweils fünf Jahre gewählt.
Der Kreistag setzte sich nach den Wahlen 2001 bis 2021 wie folgt zusammen:
| Parteien und Wählergemeinschaften | Parteien und Wählergemeinschaften                         | % 2021  | Sitze 2021 |  | % 2016  | Sitze 2016 | % 2011  | Sitze 2011 | % 2006  | Sitze 2006 | % 2001 | Sitze 2001 |
| --------------------------------- | --------------------------------------------------------- | ------- | ---------- |  | ------- | ---------- | ------- | ---------- | ------- | ---------- | ------ | ---------- |
| CDU                               | Christlich Demokratische Union Deutschlands               | 34,78   | 18         |  | 35,42   | 18         | 36,25   | 18         | 37,23   | 19         | 39,4   | 21         |
| SPD                               | Sozialdemokratische Partei Deutschlands                   | 30,05   | 15         |  | 31,24   | 16         | 37,16   | 19         | 39,24   | 20         | 40,1   | 21         |
| Grüne                             | Bündnis 90/Die Grünen                                     | 18,23   | 9          |  | 14,24   | 7          | 17,87   | 9          | 10,03   | 5          | 8,8    | 5          |
| FDP                               | Freie Demokratische Partei                                | 6,74    | 3          |  | 4,72    | 2          | 3,31    | 2          | 6,99    | 3          | 8,4    | 4          |
| AfD                               | Alternative für Deutschland                               | 5,09    | 3          |  | 9,25    | 5          | –       | –          | –       | –          | –      | –          |
| Linke                             | Die Linke                                                 | 2,34    | 1          |  | 3,13    | 2          | 2,16    | 1          | –       | –          | –      | –          |
| FW                                | Freie Wähler                                              | 2,04    | 1          |  | –       | –          | –       | –          | –       | –          | –      | –          |
| UBL                               | Unabhängige Bürgerliste Thedinghausen im Landkreis Verden | 0,74    | 0          |  | 0,45    | 0          | 0,62    | 0          | –       | –          | –      | –          |
| PIRATEN                           | Piratenpartei Deutschland                                 | –       | –          |  | 0,83    | 0          | –       | –          | –       | –          | –      | –          |
| ALFA                              | Allianz für Fortschritt und Aufbruch                      | –       | –          |  | 0,35    | 0          | –       | –          | –       | –          | –      | –          |
| EW                                | Einzelwahlvorschlag von Hollen                            | –       | –          |  | 0,3     | 0          | –       | –          | –       | –          | –      | –          |
| NPD                               | Nationaldemokratische Partei Deutschlands                 | –       | –          |  | –       | –          | 1,55    | 1          | 2,75    | 1          | –      | –          |
| WGA LV                            | Wählergemeinschaft Achim Landkreis Verden (WGA LV)        | –       | –          |  | –       | –          | 1,04    | 0          | 1,53    | 1          | –      | –          |
| NÖL                               | Neue ökologische Linken (NÖL)                             | –       | –          |  | –       | –          | –       | –          | 1,41    | 1          | –      | –          |
| FBO                               | Freie Bürger Ottersberg (FBO)                             | –       | –          |  | –       | –          | –       | –          | 0,79    | 0          | –      | –          |
| WG                                | Wählergemeinschaften                                      | –       | –          |  | –       | –          | –       | –          | –       | –          | 3,3    | 0          |
| Gesamt                            | Gesamt                                                    | 100     | 50         |  | 100     | 50         | 100     | 50         | 100     | 50         | 100    | 51         |
| Wahlbeteiligung                   | Wahlbeteiligung                                           | 59,46 % | 59,46 %    |  | 56,61 % | 56,61 %    | 53,44 % | 53,44 %    | 54,84 % | 54,84 %    | 54,8 % | 54,8 %     |

- Wählergemeinschaften, da sich das Ergebnis von 2001 nicht auf einzelne Wählergemeinschaften aufschlüsseln lässt.
- Neben den gewählten Kreistagsabgeordneten gehört der Landrat dem Kreistag an.

Der Abgeordnete der NPD trat 2013 zu Die Rechte über.
Die Kommunalwahl am 12. September 2021 führte zu den in den Diagrammen dargestellten Ergebnissen:
| Sitzverteilung im Kreistag VerdenInsgesamt 50 Sitze - Linke: 1 - SPD: 15 - Grüne: 9 - FDP: 3 - FW: 1 - CDU: 18 - AfD: 3 | Kreistagswahl 2021 Landkreis VerdenWahlbeteiligung: 59,46 % 403020100 34,8 %30,1 %18,2 %6,7 %5,1 %2,3 %2,0 %0,7 % CDUSPDGrüneFDPAfDLinkeFWUBLhAnmerkungen:h Unabhängige Bürgerliste Thedinghausen im Landkreis Verden |

### Landräte
- 1885 bis 1888 Carl Roscher
- 1888 bis 1890 Paul Bugisch
- 1890 bis 1924 Max Seifert
- 1924 bis 1932 Adolf Varain
- 1932 bis 1933 Otto Eichhorn
- 1933 bis 1945 Karl Weber (NSDAP)
- Juni – Dezember 1945 Johann Thies (von der Militärregierung eingesetzt)
- Dezember 1945 – Januar 1946 Hans Gröffel
- Januar – März 1946 Friedrich Rasch
- im März 1946 nahm Robert Becker die Wahl nicht an
- April – Juni 1946 Kurt Utermann
- Juni – Oktober 1946 Hermann Müller
- Oktober 1946 – 1972 Ratje Niebuhr
- 1972 bis 1981 Hans Puvogel (CDU)
- 1981 bis 1986 Dieter Dieckhoff (CDU)
- 1986 bis 1999 Christoph Rippich (SPD)
- 1999 bis 2005 Hans-Jürgen Wächter (SPD)
- seit 2005 Peter Bohlmann (SPD)

### Vorschlag einer Verwaltungsreform
Eine Fusion der Landkreise Rotenburg (Wümme) und Verden wurde zuletzt vom Gutachter J. J. Hesse vorgeschlagen, zuvor auch schon vom Gutachter G. Cassing. Insbesondere bei den Unionspolitikern vor Ort stößt die vorgeschlagene Fusion jedoch auf Ablehnung.

### Wappen
| Wappen von Landkreis Verden | Blasonierung: „In Blau ein goldener Wellenbalken, darüber ein springendes silbernes Pferd, unten aus dem Schildrand wachsend drei goldene Ähren, gefächert, die beiden äußeren mit je einem Blatt.“ |
| Wappen von Landkreis Verden | Wappenbegründung: Im Wappen dominiert ein springendes Pferd, das dem Wappen des Landes Niedersachsen entlehnt ist (Sachsenross) und auf die Bedeutung der Region als Mittelpunkt der Pferdezucht hinweist. Durch die goldenen Ähren wird die Verbindung zur Landwirtschaft und durch das goldene Band zum Wasser (Weser, Aller) hergestellt. Daher der blaue Hintergrund. |

Das Wappen wurde 1935 eingeführt; 1948 erhielt das Pferd die heutige Fassung. Erst 1979 beschloss der Kreistag die Einführung einer Kreisflagge.

## Kultur und Sehenswürdigkeiten

### Landschaftsverband
Zur Pflege kultureller Einrichtungen wurde der Landschaftsverband Stade als eingetragener Verein gegründet. Zu dessen Wirkungsbereich zählt auch der Landkreis Verden.

### Verden
Eine beliebte Touristenattraktion in der Region ist die Altstadt von Verden (Aller) mit dem Dom und weiteren Kirchen. Das landschaftlich reizvoll an der Aller gelegene Verden liegt an Weser- und Aller-Radweg, ist ein Zentrum der Pferde- und Rinderzucht und des Reitsports.

### Jüdische Friedhöfe
Im Landkreis Verden gibt es drei Jüdische Friedhöfe: in Achim, Otterstedt und Verden. Es sind schützenswerte Kulturdenkmäler – steinerne Zeugen für ehemals existierende jüdische Gemeinden und eines regen jüdischen Gemeindelebens bis in die 1930er Jahre. Die Friedhöfe sind meist schlecht aufzufinden, zumal sie sich vorwiegend am Rande der Gemeinden befinden. In Thedinghausen gab es ebenfalls einen jüdischen Friedhof, der bis 1934 belegt wurde. Er wurde aber in der NS-Zeit 1941 verkauft, 1942 zerstört und die Grabsteine entfernt.

### Schlösser
Es befinden sich verschiedene Schlösser und schlossartige Gebäude auf dem Kreisgebiet. Hierzu gehören das Schloss Etelsen, der Amtshof Ottersberg – eine ehemalige Burg – und der Erbhof Thedinghausen. Die genannten Gebäude sind nicht öffentlich zugänglich, lediglich der Schlosspark Etelsen ist für Besucher geöffnet.

### Fischerhude
Ein beliebtes Ausflugsziel ist die im Flecken Ottersberg liegende Ortschaft Fischerhude mit ihrer Künstlertradition.

## Wirtschaft und Verkehr

### Wirtschaft
Im Zukunftsatlas 2022 belegte der Landkreis Verden Platz 103 von 402 Landkreisen, Kommunalverbänden und kreisfreien Städten in Deutschland und zählt damit zu den Regionen mit „leichten Chancen“.

#### Wichtige Arbeitgeber
Der zentrale Landkreis Verden ist ein wirtschaftsstarker Landkreis in Norddeutschland mit günstigen Verkehrsverbindungen. Die Nachbarschaft zur Großstadt Bremen stärkt die regionale Wirtschaft.

Im Ottersberger Ortsteil Posthausen befindet sich das große Einkaufszentrum Dodenhof. Neben vielen klein- und mittelständischen Betrieben sind im Landkreis auch international bedeutende Unternehmen der Ernährungswirtschaft, der Tierzucht- und Vermarktung, des Maschinenbaus und der Logistik ansässig. Verden und Achim sind Standorte der Aller-Weser-Klinik. Die im Süden und Südosten gelegenen Gemeinden Kirchlinteln, Dörverden und die Samtgemeinde Thedinghausen gelten als eher strukturschwach, insbesondere Dörverden nach dem Abzug der Bundeswehr. Verden ist Sitz der Kreissparkasse Verden. Im Genossenschaftsbanksektor sind die Volksbank Aller-Weser, die Volksbank Oyten, die Bremische Volksbank, die Volksbank Syke und die Volksbank Wümme-Wieste tätig.

### Fremdenverkehr
Aus Gründen des Regionalmarketings wird der Landkreis auch als Reiterkreis bezeichnet, womit auf die Pferdezuchttradition der Region abgezielt wird.
Durch den Landkreis führen der Aller-Radweg, der Weser-Radweg und der Radfernweg Hamburg–Bremen. Von Bedeutung ist ferner der ländliche Tourismus (Reiturlaub, Wasserwandern, Jagd) im Bereich Thedinghausen-Verden-Dörverden-Kirchlinteln. Es bestehen Museumseisenbahnen in Thedinghausen und zwischen Verden und Kirchlinteln-Stemmen.

### Verkehr

#### Eisenbahn
Durch das Kreisgebiet verlaufen die Bahnstrecke Wanne-Eickel–Hamburg, die Bahnstrecke Wunstorf–Bremen, die Bahnstrecke Uelzen–Langwedel, die Bahnstrecke Verden–Rotenburg sowie im Güterverkehr die Bremen-Thedinghauser Eisenbahn und die Verden-Walsroder Eisenbahn mit dem Abschnitt Verden–Stemmen. Mitte Dezember 2011 wurde die Verbindung von Bremen nach Verden in das Netz der Regio-S-Bahn Bremen/Niedersachsen integriert. Es befinden sich Personenbahnhöfe in Achim, Achim-Baden, Dörverden, Langwedel, Langwedel-Etelsen, Ottersberg, Oyten-Sagehorn und Verden (Aller).
Aktuell ist die Wiedereinrichtung eines Haltepunktes in Kirchlinteln vorgesehen.

#### Geschichte der Eisenbahn
Der Kreis Verden wird schon 1847 von der Bahnstrecke Wunstorf–Bremen der Hannoverschen Staatsbahn durchzogen. Von ihr zweigt in Langwedel eine Linie nach Soltau–Uelzen (–Stendal–Berlin/–Magdeburg) ab, die unter dem Namen „Amerikalinie“ bekannt geworden ist und die von der Hansestadt Bremen 1873 in Betrieb genommen wurde.
Im Norden des Kreises eröffnete die Köln-Mindener Eisenbahn-Gesellschaft 1874 mit der Bahnstrecke Wanne-Eickel–Hamburg eine Verbindung der beiden Hafenstädte Bremen und Hamburg nebst einer Umgehungsbahn für Bremen.
Die Verbindung zwischen der Strecke Bremen–Hamburg und der Strecke Hannover–Bremen kam erst 1928 zwischen Verden und Rotenburg (Wümme), damals Rotenburg in Hannover, durch die Deutsche Reichsbahn zustande.
Die Preußische Staatsbahn eröffnete 1904 von Wahnebergen bei Verden eine Nebenbahn alleraufwärts nach Schwarmstedt.
Die Verden-Walsroder Eisenbahn GmbH richtete 1910 eine Querverbindung zur Bahnlinie Soltau–Hannover ein. (Heute von Verden nach Stemmen Betrieb der Museumseisenbahn). 1910 erschloss die Strecke Bremen-Huchting–Leeste–Riede–Thedinghausen der Bremisch-Hannoverschen Kleinbahn AG das bis 1945 zu Braunschweig gehörende Amt Thedinghausen. Auch diese Verbindung wird von der Bremen-Thedinghauser Eisenbahn als Museumseisenbahn betrieben. Auf einem Teil dieser Linie soll die Straßenbahn Bremen mit der Linie 8 verkehren.
Von dem nun 118 km umfassenden Schienennetz wurden von 1936 bis 1969 38 km für den Personenverkehr stillgelegt. Davon sind 20 km noch für Museumsbahnen in Betrieb. Stillgelegt wurden 1936 Stemmen–Otersen–Walsrode (4 km), 1955 Bremen-Huchting–Leeste–Thedinghausen (8 km), 1966 Wahnebergen–Hülsen–Rethem (14 km) und 1969 Verden–Stemmen (12 km).

#### Straße
Durch den Norden des Kreisgebietes im Raum Ottersberg/Oyten verläuft die Autobahn A 1 (Fehmarn–Köln–Saarbrücken). Die Hauptsiedlungsachse zwischen Achim und Verden wird durch die A 27 (Cuxhaven–Bremen–Walsrode) erschlossen, im Südosten durchquert die Bundesstraße 215 (Rotenburg–Nienburg–Petershagen) das Kreisgebiet.

#### Binnenschifffahrt
Die binnenschifffahrtstauglichen Flüsse Weser und Aller fließen durch das Kreisgebiet. Von Bedeutung für die Binnenschifffahrt ist nur noch die Weser.

#### Flugverkehr
Beim Verdener Stadtteil Scharnhorst befindet sich ein Verkehrslandeplatz. Die wichtigsten näheren Verkehrsflughäfen sind der Flughafen Bremen und der Flughafen Hannover.

## Schulen
Der Landkreis Verden ist Schulträger der Berufsbildenden Schulen des Landkreises Verden (BBS Verden) sowie der vier Gymnasien, dem Cato Bontjes van Beek-Gymnasium, Gymnasium am Markt in Achim, dem Domgymnasium Verden und dem Gymnasium am Wall Verden. Zudem ist er Schulträger der beiden Förderschulen Andreasschule Verden und Erich Kästner-Schule Achim.
Die Schulträgerschaft der vier Haupt-, der vier Real- und der vier Oberschulen hat der Landkreis Verden an die Städte und Gemeinden übertragen. Der Landkreis leitet die Kreisschulbaukasse, mit der die Städte und Gemeinden bei großen Investitionsmaßnahmen finanziell entlastet werden. Alle Kommunen sind Beitragszahler der Schulbaukasse.

## Gemeinden
(Einwohner am 31. Dezember 2023)
| Einheitsgemeinden 1. Achim, Stadt, selbständige Gemeinde (32.625) 2. Dörverden (8749) 3. Kirchlinteln (10.180) 4. Langwedel, Flecken (14.513) 5. Ottersberg, Flecken (13.119) 6. Oyten (16.367) 7. Verden (Aller), Kreisstadt, selbständige Gemeinde (27.211) Samtgemeinde mit ihren Mitgliedsgemeinden: * Sitz der Samtgemeindeverwaltung Samtgemeinde Thedinghausen (15.509) 1. Blender (2864) 2. Emtinghausen (1523) 3. Riede (3081) 4. Thedinghausen * (8041) |

### Ehemalige Gemeinden
Die folgende Liste enthält alle ehemaligen Gemeinden des Landkreises sowie die Daten ihrer Eingemeindungen.
| Gemeinde                 | eingemeindet nach | Datum der Eingemeindung |
| ------------------------ | ----------------- | ----------------------- |
| Ahnebergen               | Wahnebergen       | 1. Februar 1971         |
| Allerdorf                | Hintzendorf       | 1. September 1960       |
| Armsen                   | Kirchlinteln      | 1. Juli 1972            |
| Baden                    | Achim             | 1. Juli 1972            |
| Bahlum                   | Emtinghausen      | 1. Juli 1972            |
| Barme                    | Dörverden         | 1. Juli 1972            |
| Barnstedt                | Westen            | 1. Februar 1971         |
| Bassen                   | Oyten             | 1. Juli 1972            |
| Bendingbostel            | Kirchlinteln      | 1. Juli 1972            |
| Benkel                   | Otterstedt        | 1. Juli 1968            |
| Beppen                   | Morsum            | 1. Juli 1972            |
| Bierden                  | Achim             | 1. Juli 1972            |
| Bockhorst                | Oyten             | 1. Januar 1963          |
| Bollen                   | Achim             | 1. Juli 1972            |
| Borstel                  | Verden (Aller)    | 1. Juli 1972            |
| Brunsbrock               | Kirchlinteln      | 1. Juli 1972            |
| Cluvenhagen              | Etelsen           | 1. Juli 1968            |
| Dauelsen                 | Verden (Aller)    | 1. Juli 1972            |
| Daverden                 | Langwedel         | 1. Juli 1972            |
| Deelsen                  | Kirchlinteln      | 1. Juli 1968            |
| Diensthop                | Dörverden         | 1. Januar 1971          |
| Döhlbergen               | Verden (Aller)    | 1. Juli 1972            |
| Eckstever                | Otterstedt        | 1. Juli 1968            |
| Einste                   | Blender           | 1. Juli 1972            |
| Eissel                   | Dauelsen          | 1. Januar 1970          |
| Eitze                    | Verden (Aller)    | 1. Juli 1972            |
| Embsen                   | Achim             | 1. Juli 1972            |
| Etelsen                  | Langwedel         | 1. Juli 1972            |
| Fischerhude              | Ottersberg        | 1. Juli 1972            |
| Giersdorf-Schanzendorf   | Posthausen        | 1. Juli 1968            |
| Grasdorf                 | Posthausen        | 1. Juli 1968            |
| Groß Hutbergen           | Verden (Aller)    | 1. Juli 1972            |
| Haberloh                 | Langwedel         | 1. Juli 1972            |
| Hagen-Grinden            | Etelsen           | 1. Juli 1968            |
| Heins                    | Kirchlinteln      | 1. Juli 1972            |
| Hemelingen               | Bremen            | 1. November 1939        |
| Hintzendorf              | Posthausen        | 1. Juli 1968            |
| Hintzendorf-Stellenfelde | Hintzendorf       | 1. September 1960       |
| Hohenaverbergen          | Kirchlinteln      | 1. Juli 1972            |
| Holtebüttel              | Langwedel         | 1. Juli 1972            |
| Holtum (Geest)           | Kirchlinteln      | 1. Juli 1972            |
| Holtum-Marsch            | Blender           | 1. Juli 1968            |
| Hönisch                  | Verden (Aller)    | 1. Juli 1972            |
| Intschede                | Blender           | 1. Juli 1972            |
| Klein Hutbergen          | Verden (Aller)    | 1. Juli 1972            |
| Kreepen                  | Kirchlinteln      | 1. Juli 1972            |
| Kükenmoor                | Kirchlinteln      | 1. Juli 1972            |
| Luttum                   | Kirchlinteln      | 1. Juli 1972            |
| Mahndorf                 | Bremen            | 1. November 1939        |
| Meyerdamm                | Oyten             | 1. Januar 1963          |
| Morsum                   | Thedinghausen     | 1. November 2006        |
| Narthauen                | Ottersberg        | 1. Juli 1972            |
| Neddenaverbergen         | Kirchlinteln      | 1. Juli 1972            |
| Oiste                    | Blender           | 1. Juli 1972            |
| Otersen                  | Kirchlinteln      | 1. Juli 1972            |
| Otterstedt               | Ottersberg        | 1. Juli 1972            |
| Oyterdamm                | Oyten             | 1. Januar 1963          |
| Posthausen               | Ottersberg        | 1. Juli 1972            |
| Quelkhorn                | Fischerhude       | 1. Juli 1968            |
| Ritzenbergen             | Blender           | 1. Juli 1968            |
| Sagehorn                 | Oyten             | 1. Januar 1963          |
| Schafwinkel              | Kirchlinteln      | 1. Juli 1972            |
| Schaphusen               | Oyten             | 1. Juli 1968            |
| Scharnhorst              | Verden (Aller)    | 1. Juli 1972            |
| Sehlingen                | Kirchlinteln      | 1. Juli 1972            |
| Stedebergen              | Wahnebergen       | 1. Februar 1971         |
| Stedorf                  | Dörverden         | 1. Oktober 1962         |
| Stemmen                  | Kirchlinteln      | 1. Juli 1972            |
| Uesen                    | Achim             | 1. Juli 1972            |
| Uphusen                  | Achim             | 1. Juli 1972            |
| Verdenermoor             | Kükenmoor         | 1. Januar 1961          |
| Völkersen                | Langwedel         | 1. Juli 1972            |
| Wahnebergen              | Dörverden         | 1. Juli 1972            |
| Walle                    | Verden (Aller)    | 1. Juli 1972            |
| Weitzmühlen              | Kirchlinteln      | 1. Juli 1972            |
| Westen                   | Dörverden         | 1. Juli 1972            |
| Wittlohe                 | Kirchlinteln      | 1. Juli 1972            |
| Wulmstorf                | Morsum            | 1. Juli 1972            |
| Wümmingen                | Posthausen        | 1. Juli 1968            |